# Limeum
Limeum L., 1759 è un genere di piante angiosperme dell'ordine Caryophyllales, unico genere della famiglia Limeaceae Shipunov ex Reveal, 2005.

## Tassonomia
Il genere comprende le seguenti specie:
- Limeum aethiopicum Burm.f.
- Limeum africanum L.
- Limeum angustifolium Verdc.
- Limeum arabicum Friedrich
- Limeum arenicola G.Schellenb.
- Limeum argute-carinatum Wawra
- Limeum deserticola Dinter & G.Schellenb.
- Limeum diffusum (J.Gay) Schinz
- Limeum dinteri G.Schellenb.
- Limeum fenestratum (Fenzl) Heimerl
- Limeum fruticosum Verdc.
- Limeum humifusum Friedrich
- Limeum humile Forssk.
- Limeum katangense Hauman
- Limeum madagascariense Sukhor.
- Limeum myosotis H.Walter
- Limeum obovatum Vicary
- Limeum pauciflorum Moq.
- Limeum praetermissum C.Jeffrey
- Limeum pterocarpum (J.Gay) Heimerl
- Limeum rhombifolium G.Schellenb.
- Limeum subnudum Friedrich
- Limeum sulcatum (Klotzsch) Hutch.
- Limeum telephioides E.Mey. ex Fenzl
- Limeum viscosum (J.Gay) Fenzl